# Уорд, Питер (палеонтолог)
Питер Дуглас Уорд (Peter Douglas Ward; 1949, Сиэтл) — палеонтолог, профессор биологии и наук о Земле и космосе в Вашингтонском университете, Сиэтл. Автор научно-популярных работ для широкой аудитории читателей. Принимал участие в работе над проблемой мел-палеогенового вымирания

## Биография
Питер Дуглас Уорд родился в 1949 году. Родители, Джозеф и Рут Уорд, переехали в Сиэтл вскоре после Второй мировой войны. Уорд вырос в окрестностях Сиэтла, в районе Сьюард парк. Учился в средней школе Франклина (Сиэтл, штат Вашингтон). Каждое лето Питер проводил много времени на острове Оркас (архипелаг Сан-Хуан), где его семья имела летний домик.
Академическая карьера Уорда включает ряд преподавательских должностей и исследовательских работ в следующих учреждениях: Университет штата Огайо, Институт астробиологии НАСА (NAI), Калифорнийский университет, Университет Макмастера, в котором Уорд получил степень доктора философии в 1976 году, и Калифорнийский технологический институт. Был избран членом Калифорнийской академии наук в 1984 году.
Питер Д. Уорд специализируется в изучении мел-палеогенового вымирания, массового пермь-триасового вымирания и проблемы массового вымирания в целом. Им опубликован ряд книг, посвященных биоразнообразию и окаменелостям. Книга Уорда «По следам Мафусаила» (англ. On Methuselah's  Trail), вышедшая в печать в 1992 году, получила награду «Золотой Трилобит» (англ. "Golden Trilobite Award") от Американского Палеонтологического Общества (англ. Paleontological Society of America), как лучшая научно-популярная книга года.
Уорд также является адъюнкт-профессором зоологии и астрономии.
В 1994 году увидела свет его книга «Конец эволюции» (англ. The End Of Evolution), в которой Уорд рассмотрел три наиболее ярких случая массового вымирания в истории Земли.
В соавторстве с Дональдом Браунли (англ. Donald Brownlee) Уорд написал книгу Rare Earth: Why Complex Life Is Uncommon in the Universe, ставшую впоследствии бестселлером. В этой работе авторы предположили, что Вселенная, в основе своей, враждебна к сложным формам жизни. Что, в свою очередь, приводит к выводу, что простые формы жизни могут быть распространены достаточно хорошо. Однако, вероятность обнаружить в космосе планету с таким разнообразием жизни, как Земля, минимальна.
В 2001 году была опубликована книга Уорда «Будущая эволюция» (англ. Future Evolution), иллюстрированная художником Алексисом Рокманом.
Согласно книге Уорда «Под зелёным небом» (англ. Under a Green Sky), вышедшей в апреле 2007 года, все до одного массовые вымирания в истории планеты были вызваны изменениями климата — такими, как глобальное потепление, которое происходит сейчас. Автор утверждает, что изучение подобных событий прошлого может дать нам ценную информацию о будущем Земли. Рецензент Дуг Браун пошел в своих рассуждениях ещё дальше, заявив, что «это как конец света» Учёные из университетов Йорка и Лидса также заявляют о том, что анализ окаменелостей является свидетельством массового вымирания..

## Гипотеза Медеи
Гипотеза Медеи (англ. Medea Hypothesis)- термин, введенный в употребление Уордом для противопоставления гипотезе Геи. Согласно гипотезе Геи, многоклеточная жизнь воспринимается как суперорганизм. Уорд же предполагает, что многоклеточная жизнь — это всего лишь способ эволюционного самоубийства.
Он напоминает, что большинство массовых вымираний на Земле происходило не по внешним причинам, а только лишь по внутренним. По мнению Уорда, Земля не обладает «мудрой саморегуляцией». Уорд предлагает использовать для образного описания Земли не Гею, а другого мифического персонажа — Медею (Медея прославилась тем, что убила собственных сыновей).
. Единственным биологическим видом, способным, по мнению Уорда, контролировать и спасти биосферу от гибели, является сам человек как существо разумное и накопившее достаточно возможностей влиять на планету глобально.

## Публичные выступления
Питер Уорд участвовал в съемках телевизионного сериала «Эволюция», выходившего в эфир телекомпании PBS, был приглашен в телепередачу NOVA scienceNOW.
Также он был одним из ученых, консультировавших передачу канала Animal Planet, называвшуюся Animal Armageddon. На самом деле, Уорд был единственным из ученых, кто появлялся в каждом эпизоде этого шоу.

## Список произведений
- In Search of Nautilus: Three Centuries of Scientific Adventures in the Deep Pacific to Capture a Prehistoric, Living Fossil  (1988) ISBN 978-0671619510 OCLC 17840660
- On Methuselah’s Trail: Living Fossils and the Great Extinctions (1992) ISBN 978-0716724889
- The Call of Distant Mammoths: Why the Ice Age Mammals Disappeared (1997) ISBN 978-0387985725
- Time Machines: Scientific Exploration of Deep Time (1998) ISBN 978-0387984162
- Rivers in Time: the Search for Clues to Earth’s Mass Extinctions (2000) ISBN 978-0231118620
- Rare Earth: Why Complex Life Is Uncommon in the Universe with Donald Brownlee (2000) ISBN 978-0-38-795289-5
- Future Evolution: An Illuminated History of Life to Come (2001) ISBN 978-0716734963
- The Life and Death of Planet Earth: How the New Science of Astrobiology Charts the Ultimate Fate of Our World with Donald Brownlee (2003) ISBN 978-0805075120
- Gorgon: Obsession, Paleontology, and the Greatest Catastrophe in Earth’s History (2004) ISBN 978-0670030941
- Life as We Do Not Know It: The NASA Search for (and Synthesis of) Alien Life (2005) ISBN 0-670-03458-4
- Out of Thin Air: Dinosaurs, Birds, and Earth’s Ancient Atmosphere (2006) ISBN 0-309-10061-5
- Under a Green Sky: Global Warming, the Mass Extinctions of the Past, and What They Can Tell Us About Our Future (2007) ISBN 978-0061137914
- The Medea Hypothesis: Is Life on Earth Ultimately Self-Destructive? (2009) ISBN 0-69-113075-2
- The Flooded Earth: Our Future In a World Without Ice Caps (2010) ISBN 978-0465009497
- П. Уорд, Дж. Киршвинк. Новая история происхождения жизни на Земле. Пер. с англ. А. Фетисова, А. Родзевича. СПб: Питер, 2016. 464 с.
- Питер Уорд. Цена бессмертия. Гонка за последней мечтой человечества. Пер. с англ. Д. С. Дамте. М.: АСТ, 2023. 320 с.